# 朱颐封
高密王朱颐封（1536年7月2日—1553年8月13日），明朝魯藩第四代高密王，高密昭和王朱观煐的嫡長子，母妃严氏。

## 生平
嘉靖十五年六月十五日（1536年7月2日）生。嘉靖十九年（1540年）五月，高密昭和王朱观煐去世。嘉靖二十六年正月十七日（1547年2月7日），朱颐封襲封高密王。
嘉靖三十二年七月初五日（1553年8月13日），朱颐封去世，享年十八歲，無谥号。因其無子，高密王的封爵被廢除，由叔父鎮國將軍朱觀熤管理府事。

## 墓誌
朱頤封葬地在今山東省鄒城市太平镇橫河村東，墓誌現藏於孟廟泰山氣象門東側北壁。

[篆蓋]大明鲁府高密王之墓

[誌文]御制大明鲁府高密王墓誌

王讳颐封，乃高密昭和王之子，母妃严氏。嘉靖十五年六月十五日生，嘉靖二十六年正月十七日册封为高密王。嘉靖三十二年七月初五日薨，享年十八。王未婚娶。

上闻讣，辍视朝一日，遣官谕祭，命有司治丧葬如制。在京文武官皆致祭焉。以嘉靖三十四年六月二十一日葬于邹县横河之原。呜呼！王以宗室之亲，为国藩屏。甫膺封爵，贵富兼隆。兹以令终，复何憾焉。爰述其概，纳诸幽圹，用垂不朽云。